# Eulimella smithii
Eulimella smithii är en snäckart som först beskrevs av Addison Emery Verrill 1880.  Eulimella smithii ingår i släktet Eulimella och familjen Pyramidellidae. Inga underarter finns listade i Catalogue of Life.